# Decadenza (film)
Decadenza è un film del 1976 diretto da Antonio Maria Magro.

## Trama
Antonio Novelli, giovane attore, decide, alcuni giorni prima di uno spettacolo teatrale, di recarsi nella propria casa di Riccione per riposare. Nel breve tragitto in taxi è colpito da alcune banali frasi dell'autista sulla vecchiaia. Alla stazione scende dall'auto un anziano signore che ha il suo stesso nome, attore come lui: è sé stesso in un ipotetico futuro nella medesima situazione sia fisica sia spirituale. Il contatto con la stazione di Riccione lo riporta ai tempi di una trascorsa giovinezza, alle splendide giornate passate con Alessandra, probabile primo amore, fatto di baci, carezze e sogni.
L'ambiente raccolto della piccola villa, dove stabilisce un singolare quartier generale delle sue sensazioni, lo costringe all'incontro con la maturità e la realtà fatta ancora di incognite, ma già piena di una vita vissuta intensamente; il che non lo esenta dal domandarsi se in futuro non rimpiangerà gli anni trascorsi, se avrà o meno sprecato il tempo passato. Dopo le vacanze marine, egli contempla con la vivacità dei tempi del liceo, un'altra fetta di vita che fugge. Il desiderio di gloria lo costringe alla solitudine, nonostante i sogni rimasti irrealizzati e il desiderio di un disperato contatto umano. Sogno e realtà si confondono e appare una giovane donna dai capelli rossi che gioca con un bimbo a risvegliare inconsapevolmente un probabile complesso edipico di moglie, amante e madre.
Intanto il tentativo di dialogo tra il vecchio e il giovane nella villa sotto la tempesta rimane vano: anzi, in un immaginario processo in riva al mare, sotto violente sferzate di vento, il giovane giudica e condanna impietosamente sé stesso anziano per non aver saputo vivere compiutamente. Maria Helèna, la donna della maturità, lo distoglie momentaneamente con la rievocazione del primo incontro e dell'amore a prima vista. Gli avvenimenti incalzano e l'incubo in cui intravede una parte di verità in uno squallido luogo dove un ubriaco poeta lo porta a considerare i dolori che, non solo pesano su di lui, ma sull'intera condizione umana lo trascinano a intravedere la propria fine. Dopo avere compreso, in una immaginaria visita al paese natale alla nonna morta, l'impossibilità di stabilire con questa qualsiasi dialogo e avere assistito al parto simbolico del primo amore Alessandra, non gli rimane dunque che la morte.

## Critica
- Dario Zanelli, su "Il Resto del Carlino" di Bologna, scrive: "Le ebbrezze e i turbamenti dell'età del malessere, il senso della provvisorietà di ogni esperienza umana e il timore dell'ombra che sempre insegue la luce trovano forma nelle scene più indovinate. Dall'opera di Magro si trae soprattutto il ricordo di un'emblematica stagione (“più lunga ed intensa di mille vite”) che rapidamente si allontana: se ne ricava il sapore di quell'acuta malinconia con cui gli adolescenti sentono il finire dell'estate, come intuendo che con essa già comincia a morire anche qualcosa in loro."
- Adele Gallotti, sul "Roma", quotidiano di Napoli, scrive: “Un film che procura sensazioni forti come la colonna sonora”
- Daniele Rubboli, su "Il Popolo" di Roma, scrive: “Questo film inserisce il suo giovanissimo autore tra i cineasti di serie A... Un film, splendido nella fotografia e brillante nel racconto, di una vita che Magro ha raccontato con intelligenza e delicatezza, attento soprattutto ad evidenziare questo ripensamento finale dell'individuo flagellato dai ricordi cui solo la morte potrà sottrarlo...È bello incontrarsi sugli schermi di “Decadenza” con Antonio Maria Magro perché si ha la dimostrazione pratica di tante cose. In primo luogo che si può lavorare bene nel cinema senza avere alle spalle i colossi della produzione.”
- Miriam Urbani, su "Avvenire" di Milano, scrive: “Il bilancio di una vita in una Riccione inedita...Raf Vallone ha definito la partecipazione a “Decadenza” una delle esperienze cinematografiche più significative di tutta la sua carriera.”